# Antoine Martínez
Antoine Martínez (Granada, 7 dicembre 1959) è un ex calciatore spagnolo naturalizzato francese, di ruolo centrocampista.

## Carriera
Vanta 16 presenze e 1 rete nelle competizioni calcistiche europee.

## Palmarès

### Club

#### Competizioni nazionali
- Campionato francese: 1

Bordeaux: 1983-1984